# Похороны знатного руса в Булгаре
«Похороны знатного руса в Булгаре» — картина русского и польского художника Генриха Семирадского, написанная в 1883 году. Экспонируется в Государственном Историческом музее в Москве в зале №8.

## Создание и судьба картины

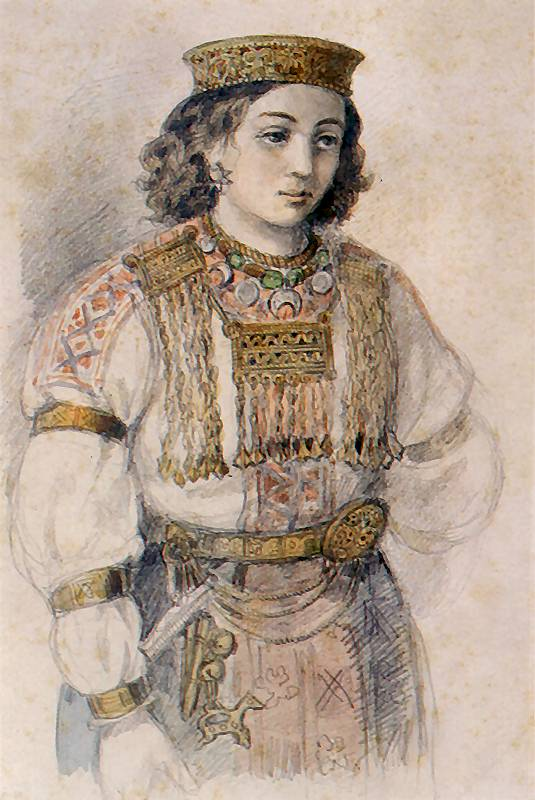
Эскиз к картине «Похороны знатного руса в Булгаре», Генрих Семирадский, 1882 год.

В 1882 году Генрих Семирадский получил заказ для Исторического музея в Москве на две картины — «Похороны знатного руса в Булгаре» и «Тризна дружинников Святослава после боя под Доростолом». Полотна предназначались для зала X века и должны были наглядно показывать жестокость нравов до принятия на Руси христианства. Сюжеты предложил граф Алексей Уваров, разрабатывавший общую идеологию экспозиции. Литературным источником для Семирадского стали путевые заметки Ахмада ибн Фадлана, который в начала 920-х годов побывал в Волжской Булгарии, видел прибывших туда для торговли русов и оставил ценное описание их обрядов, включая свидетельство о сжигании знатного руса в ладье с рабыней.
Свою работу Семирадский на каждом этапе согласовывал со специальной комиссией, которая следила за исторической достоверностью. Сохранилась переписка, в которой он убеждал Уварова в необходимости фигуры слепца-рапсода в центре композиции и отстаивал три фигуры плакальщиц справа (в итоге художник добился своего). Семирадский в это время находился в Риме, и туда из России посылались зарисовки оружия, украшений, орнаментов и костюмов; чтобы согласовать размеры и композицию картин с масштабом и оформлением зала, он создал специальный макет. Работа Семирадского заранее вызвала недовольство русских художников: по мнению многих из них, «космополит-поляк» не был способен проникнуться духом русской истории и передать его на полотне.
Картина была закончена в 1883 году. С тех пор она выставлена в Историческом музее.